# Sägewerk aus Anspach

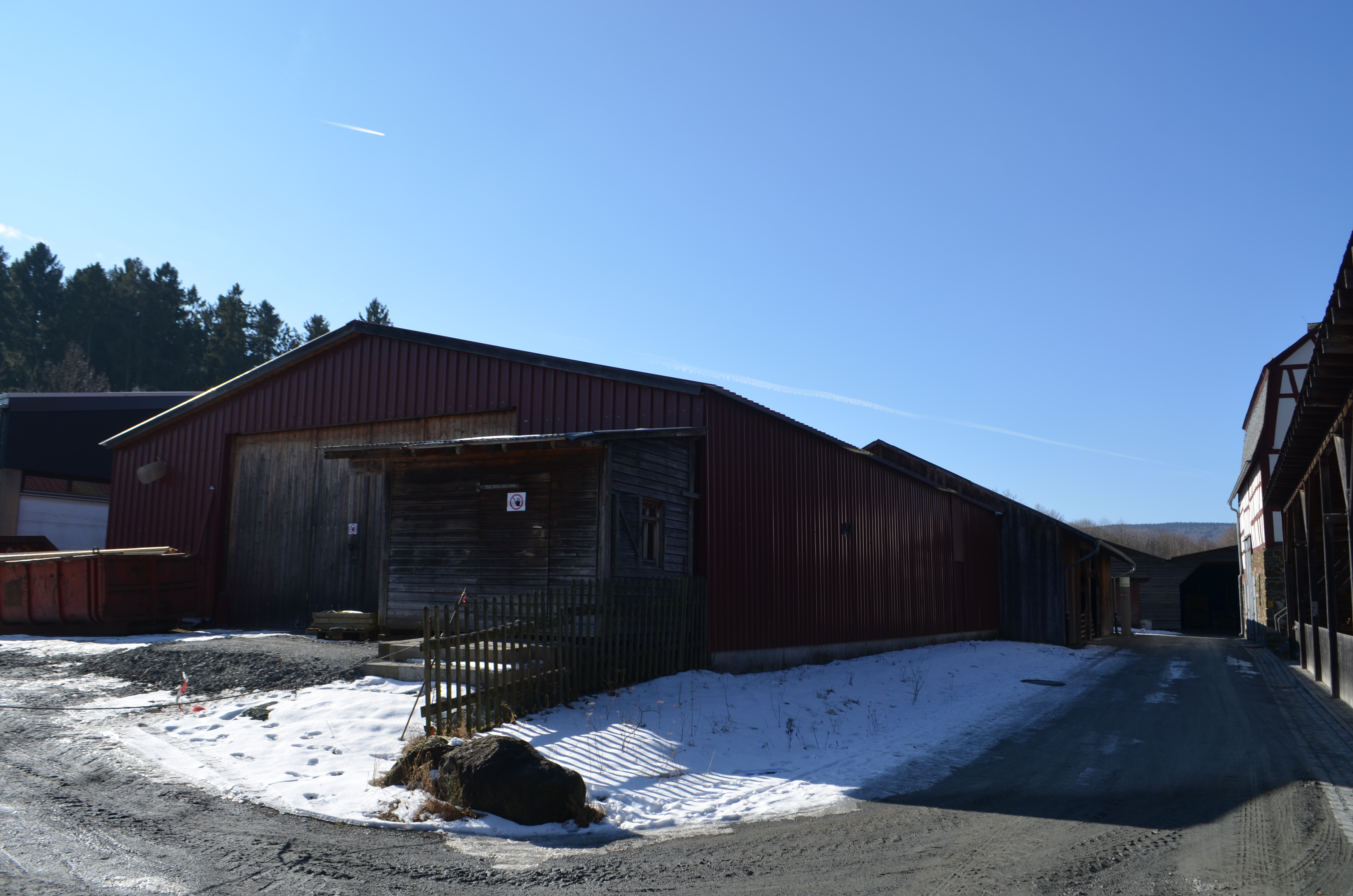
Sägewerk aus Anspach

Das Sägewerk aus Anspach ist ein historisches Gebäude. Es stand ursprünglich in Anspach und wurde in den Hessenpark bei Neu-Anspach transloziert.

## Das ursprüngliche Sägewerk
Im frühen 20. Jahrhundert gründete Otto Jung einen Zimmereibetrieb mit Sägewerk in Anspach. 1919 kaufte Philipp Störkel das Unternehmen. Später übernahmen seine Söhne Heinrich und Otto das Sägewerk. Insbesondere in der Nachkriegszeit florierte das Unternehmen. 1982 wurde das Gebäude abgerissen um dem Neubau der Heisterbachstraße Platz zu machen. Das Unternehmen „Störkel, Holz- und Bedachungsunternehmen GmbH & Co KG“ besteht an anderem Standort in Anspach weiter und ist weiter im Familienbesitz.

## Gebäude
Die Werkshalle der Zimmerei wurde 1982 abgebaut und 1983 im nahe gelegenen Hessenpark in der Baugruppe Werkstätten wieder errichtet. Aufgrund eines Befalls mit Hausschwamm war 2012 eine umfassende Sanierung notwendig.
Die Ausstattung des Sägewerks umfasst historische Maschinen des Standes der ersten Hälfte des 20. Jahrhunderts. In einem Anbau befand sich eine Dampfmaschine als Kraftquelle, die eine Gattersägemaschine antreibt. Heute erfolgt der Antrieb elektrisch. Das ursprüngliche vertikale Sägegatter wurde im Hessenpark durch ein horizontales Sägegatter ausgetauscht. Diese Säge stammt aus einem Sägewerk mit Zimmerei aus Hünfelden-Heringen und wurde in den 1920er-Jahren von der Firma Wehrhahn in Delmenhorst hergestellt.
Daneben kommen weitere historische Maschinen, die teilweise aus dem Bestand der Firma Störkel stammen, zum Einsatz. Zu nennen ist beispielsweise eine Holzwollemaschine der Firma August Löw aus Riedelbach.